# Verein für Bewegungsspiele Stuttgart 1893 1990-1991
Questa voce raccoglie le informazioni riguardanti il Verein für Bewegungsspiele Stuttgart 1893 nelle competizioni ufficiali della stagione 1990-1991.

## Stagione
Nella stagione 1990-1991 il Stoccarda, allenato da Willi Entenmann e Christoph Daum, concluse il campionato di Bundesliga al 6º posto. In Coppa di Germania il Stoccarda fu eliminato ai quarti di finale dal Colonia.

## Rosa
| N. |                     | Ruolo | Calciatore          |
| -- | ------------------- | ----- | ------------------- |
| 6  | Germania (bandiera) | D     | Guido Buchwald      |
| 7  | Germania (bandiera) | C     | Andreas Buck        |
| 13 | Germania (bandiera) | D     | Günther Schäfer     |
| 22 | Germania (bandiera) | P     | Eberhard Trautner   |
| 31 | Germania (bandiera) | C     | Ludwig Kögl         |
|    | Germania (bandiera) | P     | Eike Immel          |
|    | Germania (bandiera) | D     | Michael Frontzeck   |
|    | Germania (bandiera) | D     | Jens Keller         |
|    | Germania (bandiera) | D     | Klaus Mirwald       |
|    | Germania (bandiera) | D     | Nils Schmäler       |
|    | Germania (bandiera) | D     | Uwe Schneider       |
|    | Germania (bandiera) | D     | Alexander Strehmel  |
|    | Islanda (bandiera)  | D     | Eyjólfur Sverrisson |

| N. |                      | Ruolo | Calciatore       |
| -- | -------------------- | ----- | ---------------- |
|    | Germania (bandiera)  | C     | Karl Allgöwer    |
|    | Argentina (bandiera) | C     | José Basualdo    |
|    | Germania (bandiera)  | C     | Maurizio Gaudino |
|    | Germania (bandiera)  | C     | Jürgen Hartmann  |
|    | Germania (bandiera)  | C     | Axel Jüptner     |
|    | Germania (bandiera)  | C     | Jürgen Kramny    |
|    | Germania (bandiera)  | C     | Matthias Sammer  |
|    | Germania (bandiera)  | C     | Manfred Schnalke |
|    | Germania (bandiera)  | A     | Manfred Kastl    |
|    | Danimarca (bandiera) | A     | Peter Rasmussen  |
|    | Germania (bandiera)  | A     | Olaf Schmäler    |
|    | Germania (bandiera)  | A     | Fritz Walter     |

## Organigramma societario
Area tecnica
- Allenatore: Christoph Daum
- Allenatore in seconda: Lorenz-Günther Köstner
- Preparatore dei portieri: Jochen Rücker
- Preparatori atletici: Gerhard Wörn

## Calciomercato

### Sessione estiva
| Acquisti | Acquisti        | Acquisti             | Acquisti |
| R.       | Nome            | da                   | Modalità |
| -------- | --------------- | -------------------- | -------- |
| C        | Ludwig Kögl     | Bayern Monaco        |          |
| C        | Andreas Buck    | Friburgo             |          |
| C        | Jürgen Kramny   | Stoccarda (juniores) |          |
| C        | Matthias Sammer | Dinamo Dresda        |          |
| D        | Uwe Schneider   | Stoccarda (juniores) |          |

| Cessioni | Cessioni         | Cessioni          | Cessioni |
| R.       | Nome             | a                 | Modalità |
| -------- | ---------------- | ----------------- | -------- |
| D        | Marco Kurz       | Norimberga        |          |
| C        | Gerhard Poschner | Borussia Dortmund |          |

### Sessione invernale
| Acquisti | Acquisti | Acquisti | Acquisti |
| R.       | Nome     | da       | Modalità |
| -------- | -------- | -------- | -------- |

| Cessioni | Cessioni | Cessioni | Cessioni |
| R.       | Nome     | a        | Modalità |
| -------- | -------- | -------- | -------- |

## Risultati

### Bundesliga

#### Girone di andata
| Arbitro: | Harder |

|  |           |                      |
|  | Marcatori | 38’, 45’, 78’ Walter |

| Arbitro: | Berg |

|                                          |           |  |
| Sammer 54’, 72’ Buchwald 67’ Gaudino 74’ | Marcatori |  |

| Arbitro: | Theobald |

|                      |           |               |
| Strunz 6’ Bender 62’ | Marcatori | 30’ Frontzeck |

| Arbitro: | Führer |

|                         |           |                    |
| Sammer 30’ Allgöwer 48’ | Marcatori | 54’ (rig.) Dittwar |

| Arbitro: | Mierswa |

|                            |           |  |
| Bartram 54’ Kleppinger 86’ | Marcatori |  |

| Arbitro: | Merk |

|  |           |                          |
|  | Marcatori | 21’ Kirsten 58’ Schreier |

| Arbitro: | Krug |

|                        |           |                                |
| Gronau 21’, 43’ (rig.) | Marcatori | 56’ (rig.) Walter 61’ Schmäler |

| Arbitro: | Matheis |

|          |           |                                             |
| Kögl 29’ | Marcatori | 47’ Sané 62’ Kuhn 84’ Tschiskale 89’ Kontny |

| Arbitro: | Schmidhuber |

|                      |           |                           |
| Sammer 34’ Kastl 84’ | Marcatori | 1’ Schütterle 15’ Hermann |

| Arbitro: | Broska |

|                        |           |  |
| Dooley 28’ Goldbæk 65’ | Marcatori |  |

| Arbitro: | Osmers |

|                 |           |         |
| Kögl 88’ (rig.) | Marcatori | 84’ Hey |

| Arbitro: | Wiesel |

|           |           |             |
| Legat 74’ | Marcatori | 53’ Gaudino |

| Arbitro: | Dardenne |

|  |           |          |
|  | Marcatori | 8’ Rufer |

| Arbitro: | Berg |

|                    |           |  |
| Max 41’ Criens 52’ | Marcatori |  |

| Arbitro: | Steinborn |

|                                  |           |                      |
| Kögl 53’ Sammer 55’ Allgöwer 69’ | Marcatori | 38’ Giske 49’ Banach |

| Arbitro: | Assenmacher |

|                                 |           |  |
| Beiersdorfer 47’ von Heesen 90’ | Marcatori |  |

| Arbitro: | Weber |

|                             |           |          |
| Buchwald 48’ Sverrisson 62’ | Marcatori | 90’ Bein |

#### Girone di ritorno
| Arbitro: | Wiesel |

|                                                          |           |  |
| Sverrisson 3’, 11’, 25’ Allgöwer 4’, 63’ Walter 89’, 90’ | Marcatori |  |

| Arbitro: | Malbranc |

|  |           |                              |
|  | Marcatori | 23’ Sammer 64’ (rig.) Walter |

| Arbitro: | Kirschen |

|  |           |                                    |
|  | Marcatori | 32’, 47’ Wohlfarth 84’ (rig.) Thon |

| Arbitro: | Dardenne |

|  |           |                   |
|  | Marcatori | 75’ (aut.) Kasalo |

| Arbitro: | Gangkofer |

|                                        |           |            |
| Strehmel 11’ Buchwald 65’ Allgöwer 85’ | Marcatori | 90’ Funkel |

| Leverkusen 2 aprile 1991, ore 20:00 CEST 23ª giornata | Bayer Leverkusen | 0 – 0 referto | Stoccarda | Ulrich-Haberland-Stadion (11 000 spett.)\| Arbitro: \| Mierswa \| |
| Arbitro:                                              | Mierswa          |               |           |                                                                   |

| Arbitro: | Theobald |

|                            |           |            |
| Frontzeck 72’ Allgöwer 88’ | Marcatori | 80’ Zander |

| Arbitro: | Kasper |

|                  |           |                       |
| Kuhn 6’ Fink 26’ | Marcatori | 23’ Walter 30’ Sammer |

| Karlsruhe 16 aprile 1991, ore 20:00 CEST 26ª giornata | Karlsruhe  | 0 – 0 referto | Stoccarda | Wildparkstadion (26 000 spett.)\| Arbitro: \| Tritschler \| |
| Arbitro:                                              | Tritschler |               |           |                                                             |

| Arbitro: | Löwer |

|                            |           |                                   |
| Frontzeck 33’ Hartmann 49’ | Marcatori | 25’ Hoffmann 44’ (aut.) Frontzeck |

| Arbitro: | Merk |

|  |           |                                        |
|  | Marcatori | 3’, 29’ Sammer 42’ Allgöwer 83’ Walter |

| Arbitro: | Boos |

|                      |           |                        |
| Kastl 62’ Sammer 87’ | Marcatori | 55’ Rzehaczek 57’ Nehl |

| Arbitro: | Föckler |

|  |           |                   |
|  | Marcatori | 22’ (aut.) Votava |

| Arbitro: | Birlenbach |

|            |           |         |
| Walter 44’ | Marcatori | 42’ Max |

| Arbitro: | Kriegelstein |

|          |           |                                                                             |
| Higl 54’ | Marcatori | 19’ (rig.) Walter 40’ Allgöwer 48’, 67’ Frontzeck 57’ Sammer 79’ Sverrisson |

| Arbitro: | Broska |

|                            |           |  |
| Buck 18’ Walter 73’ (rig.) | Marcatori |  |

| Arbitro: | Krug |

|                                           |           |  |
| Möller 26’ Studer 43’ Yeboah 45’ Bein 60’ | Marcatori |  |

### Coppa di Germania
| Arbitro: | Aust |

|  |           |            |
|  | Marcatori | 63’ Sammer |

| Arbitro: | Umbach |

|  |           |                       |
|  | Marcatori | 5’ Buchwald 62’ Kastl |

| Arbitro: | Dellwing |

|  |           |                |
|  | Marcatori | 67’ Sverrisson |

| Arbitro: | Osmers |

|             |           |  |
| Banach 110’ | Marcatori |  |

## Statistiche

### Statistiche di squadra
| Competizione      | Punti | In casa | In casa | In casa | In casa | In casa | In casa | In trasferta | In trasferta | In trasferta | In trasferta | In trasferta | In trasferta | Totale | Totale | Totale | Totale | Totale | Totale | DR  |
| Competizione      | Punti | G       | V       | N       | P       | Gf      | Gs      | G            | V            | N            | P            | Gf           | Gs           | G      | V      | N      | P      | Gf     | Gs     | DR  |
| ----------------- | ----- | ------- | ------- | ------- | ------- | ------- | ------- | ------------ | ------------ | ------------ | ------------ | ------------ | ------------ | ------ | ------ | ------ | ------ | ------ | ------ | --- |
| Bundesliga        | 38    | 17      | 8       | 5       | 4       | 34      | 24      | 17           | 6            | 5            | 6            | 23           | 20           | 34     | 14     | 10     | 10     | 57     | 44     | +13 |
| Coppa di Germania | -     | 0       | 0       | 0       | 0       | 0       | 0       | 4            | 3            | 0            | 1            | 4            | 1            | 4      | 3      | 0      | 1      | 4      | 1      | +3  |
| Totale            | 38    | 17      | 8       | 5       | 4       | 34      | 24      | 21           | 9            | 5            | 7            | 27           | 21           | 38     | 17     | 10     | 11     | 61     | 45     | +16 |

### Andamento in campionato
| Giornata  | 1 | 2 | 3 | 4 | 5 | 6 | 7 | 8  | 9  | 10 | 11 | 12 | 13 | 14 | 15 | 16 | 17 | 18 | 19 | 20 | 21 | 22 | 23 | 24 | 25 | 26 | 27 | 28 | 29 | 30 | 31 | 32 | 33 | 34 |
| --------- | - | - | - | - | - | - | - | -- | -- | -- | -- | -- | -- | -- | -- | -- | -- | -- | -- | -- | -- | -- | -- | -- | -- | -- | -- | -- | -- | -- | -- | -- | -- | -- |
| Luogo     | T | C | T | C | T | C | T | C  | C  | T  | C  | T  | C  | T  | C  | T  | C  | C  | T  | C  | T  | C  | T  | C  | T  | T  | C  | T  | C  | T  | C  | T  | C  | T  |
| Risultato | V | V | P | V | P | P | N | P  | N  | P  | N  | N  | P  | P  | V  | P  | V  | V  | V  | P  | V  | V  | N  | V  | N  | N  | N  | V  | N  | V  | N  | V  | V  | P  |
| Posizione | 1 | 1 | 4 | 2 | 5 | 7 | 8 | 11 | 13 | 14 | 12 | 13 | 15 | 15 | 13 | 15 | 12 | 12 | 10 | 12 | 10 | 9  | 11 | 8  | 8  | 9  | 9  | 8  | 7  | 7  | 7  | 6  | 6  | 6  |

Legenda:

Luogo: C = Casa; T = Trasferta. Risultato: V = Vittoria; N = Pareggio; P = Sconfitta.

### Statistiche dei giocatori
| Giocatore     | Bundesliga | Bundesliga | Bundesliga  | Bundesliga | Coppa di Germania | Coppa di Germania | Coppa di Germania | Coppa di Germania | Totale   | Totale | Totale      | Totale     |
| Giocatore     | Presenze   | Reti       | Ammonizioni | Espulsioni | Presenze          | Reti              | Ammonizioni       | Espulsioni        | Presenze | Reti   | Ammonizioni | Espulsioni |
| ------------- | ---------- | ---------- | ----------- | ---------- | ----------------- | ----------------- | ----------------- | ----------------- | -------- | ------ | ----------- | ---------- |
| K. Allgöwer   | 32         | 8          | 1           | 0          | 4                 | 0                 | 0                 | 0                 | 36       | 8      | 1           | 0          |
| J. Basualdo   | 16         | 0          | 2           | 0          | 3                 | 0                 | 0                 | 0                 | 19       | 0      | 2           | 0          |
| G. Buchwald   | 21         | 3          | 1           | 0          | 4                 | 1                 | 0                 | 0                 | 25       | 4      | 1           | 0          |
| A. Buck       | 21         | 1          | 2           | 0          | 3                 | 0                 | 0                 | 0                 | 24       | 1      | 2           | 0          |
| M. Frontzeck  | 32         | 5          | 6           | 1          | 4                 | 0                 | 0                 | 0                 | 36       | 5      | 6           | 1          |
| M. Gaudino    | 18         | 2          | 0           | 1          | 3                 | 0                 | 0                 | 0                 | 21       | 2      | 0           | 1          |
| J. Hartmann   | 33         | 1          | 4           | 0          | 4                 | 0                 | 0                 | 0                 | 37       | 1      | 4           | 0          |
| E. Immel      | 34         | 0          | 2           | 0          | 4                 | 0                 | 0                 | 0                 | 38       | 0      | 2           | 0          |
| A. Jüptner    | 8          | 0          | 0           | 0          | 0                 | 0                 | 0                 | 0                 | 8        | 0      | 0           | 0          |
| M. Kastl      | 17         | 2          | 2           | 0          | 2                 | 1                 | 0                 | 0                 | 19       | 3      | 2           | 0          |
| J. Keller     | 1          | 0          | 0           | 0          | 0                 | 0                 | 0                 | 0                 | 1        | 0      | 0           | 0          |
| J. Kramny     | 4          | 0          | 0           | 0          | 1                 | 0                 | 0                 | 0                 | 5        | 0      | 0           | 0          |
| L. Kögl       | 22         | 3          | 1           | 0          | 3                 | 0                 | 2                 | 0                 | 25       | 3      | 3           | 0          |
| K. Mirwald    | 0          | 0          | 0           | 0          | 0                 | 0                 | 0                 | 0                 | 0        | 0      | 0           | 0          |
| P. Rasmussen  | 3          | 0          | 0           | 0          | 0                 | 0                 | 0                 | 0                 | 3        | 0      | 0           | 0          |
| M. Sammer     | 30         | 11         | 10          | 0          | 3                 | 1                 | 1                 | 0                 | 33       | 12     | 11          | 0          |
| N. Schmäler   | 16         | 1          | 4           | 0          | 1                 | 0                 | 0                 | 0                 | 17       | 1      | 4           | 0          |
| O. Schmäler   | 5          | 0          | 1           | 0          | 1                 | 0                 | 0                 | 0                 | 6        | 0      | 1           | 0          |
| M. Schnalke   | 13         | 0          | 2           | 0          | 2                 | 0                 | 0                 | 0                 | 15       | 0      | 2           | 0          |
| U. Schneider  | 14         | 0          | 1           | 0          | 1                 | 0                 | 0                 | 0                 | 15       | 0      | 1           | 0          |
| G. Schäfer    | 22         | 0          | 6           | 0          | 3                 | 0                 | 0                 | 0                 | 25       | 0      | 6           | 0          |
| A. Strehmel   | 16         | 1          | 2           | 0          | 1                 | 0                 | 0                 | 0                 | 17       | 1      | 2           | 0          |
| E. Sverrisson | 20         | 5          | 2           | 0          | 2                 | 1                 | 0                 | 0                 | 22       | 6      | 2           | 0          |
| E. Trautner   | 0          | 0          | 0           | 0          | 0                 | 0                 | 0                 | 0                 | 0        | 0      | 0           | 0          |
| F. Walter     | 26         | 12         | 4           | 0          | 2                 | 0                 | 2                 | 0                 | 28       | 12     | 6           | 0          |